# Каскавел (микрорегион, Сеара)
Каскавел (порт. Microrregião de Cascavel) — микрорегион в Бразилии, входит в штат Сеара. Составная часть мезорегиона Север штата Сеара. Население составляет 134 136 человек (на 2010 год). Площадь — 2 534,021 км². Плотность населения — 52,93 чел./км².

## Демография
Согласно сведениям, собранным в ходе переписи 2010 г. Национальным институтом географии и статистики (IBGE), население микрорегиона составляет:
| Полное население                             | Полное население                             | Полное население                             | Полное население                             | 134 136 |
| -------------------------------------------- | -------------------------------------------- | -------------------------------------------- | -------------------------------------------- | ------- |
| в том числе:                                 | Городское население                          | 89 048                                       | Процент городского населения, %              | 66,39   |
|                                              | Сельское население                           | 45 088                                       | Процент сельского населения, %               | 33,61   |
|                                              | Мужское население                            | 67 084                                       | Процент мужского населения, %                | 50,01   |
|                                              | Женское население                            | 67 052                                       | Процент женского населения, %                | 49,99   |
| Плотность населения, чел/км²                 | Плотность населения, чел/км²                 | Плотность населения, чел/км²                 | Плотность населения, чел/км²                 | 52,93   |
| Население микрорегиона в % к населению штата | Население микрорегиона в % к населению штата | Население микрорегиона в % к населению штата | Население микрорегиона в % к населению штата | 1,59    |

## Статистика
- Валовой внутренний продукт на 2003 составляет 414 384 429,00 реалов (данные: Бразильский институт географии и статистики).
- Валовой внутренний продукт на душу населения на 2003 составляет 3402,87 реалов (данные: Бразильский институт географии и статистики).
- Индекс развития человеческого потенциала на 2000 составляет 0,663 (данные: Программа развития ООН).

## Состав микрорегиона
В составе микрорегиона включены следующие муниципалитеты:
1. Бебериби
2. Каскавел
3. Пиндоретама